# Fort Payne
Fort Payne is een plaats (city) in de Amerikaanse staat Alabama, en valt bestuurlijk gezien onder DeKalb County.

## Demografie
Bij de volkstelling in 2000 werd het aantal inwoners vastgesteld op 12.938.
In 2006 is het aantal inwoners door het United States Census Bureau geschat op 13.771, een stijging van 833 (6,4%).

### Geboren in Fort Payne
- Tim Flock (1924-1998), autocoureur
- Thomas H. Cook (1947), misdaadauteur
- Larry Nelson (1947), golfer
- Randy Owen (1949) country-singer-songwriter
- Pierce Pettis (1954), singer-songwriter

## Geografie
Volgens het United States Census Bureau beslaat de plaats een oppervlakte van
144,9 km², waarvan 144,7 km² land en 0,2 km² water. Fort Payne ligt op ongeveer 304 m boven zeeniveau.

## Plaatsen in de nabije omgeving
De onderstaande figuur toont de plaatsen in een straal van 16 km rond Fort Payne.